# バタク・シマルングン語
バタク・シマルングン語（バタク・シマルングンご、英: Batak Simalungun language）はスマトラ島で話されているオーストロネシア語族に属する言語である。

## 言語名別称
- シマルングン語
- シムルングン語
- バタック・シマルングン語
- バタク・シムルングン語
- バタック・シムルングン語
- Simelungan
- Timur